# Коппэк, Гарет
Га́рет Ко́ппэк (англ. Gareth Coppack, род. 10 апреля 1980 года) — валлийский профессиональный игрок в снукер. Проживает в городе Рил, Уэльс.
Стал профессионалом в 2002 году. Лучшее достижение — третий квалификационный раунд чемпионата мира 2008 года. На сезон 2009/10 Коппэк не значится в мэйн-туре и не играет в серии турниров PIOS.